# 发动机显示和机组警告系统

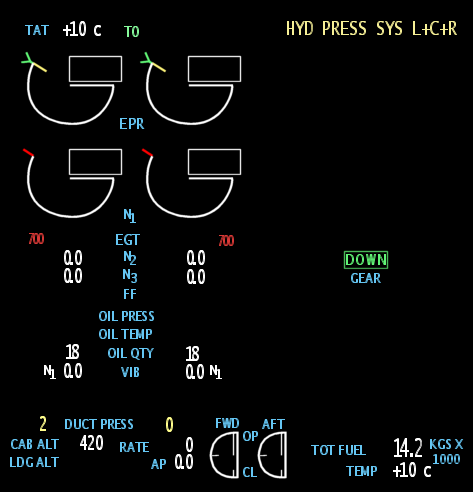
典型的EICAS仪表显示界面

发动机显示和机组警告系统（Engine-Indicating and Crew-Alerting System，简称）是现代航空器中负责向机组人员显示飞机发动机和其他系统运转情况的综合显示系统。EICAS在驾驶舱仪表设计中占有非常重要的地位。相比较老式仪表，EICAS具有以下优点：
1. 具有全程监控和多种显示功能。EICAS可以在飞行全过程中对发动机和飞机各系统进行监控，并连续显示数据；
2. 具有实时综合显示功能。EICAS能够实时地显示飞机的综合性信息，便于机组对飞机进行实时监控；
3. 具有存储功能。EICAS可以通过非揮發性記憶體持续记录飞机发动机和其他系统的某些自动事件，用于地面维护人员排除故障；
4. 分级报警功能。飞行中，警告信息按不同等级设计成不同的颜色和方式，以表达响应的紧迫性和故障程度；

## 组成部分
EICAS通常显示飞机飞行时的多组关键数据，如发动机每分钟转速、温度、燃油容量以及油压。EICAS监控的其他系统还包括液压系统、气动系统、电子系统、除冰系统和操控面等。
EICAS是现代化玻璃座舱的一个关键功能。在现代化仪表显示中，软件显示代替了大部分传统仪表；通常的显示器会包括飞行姿态和导航信息，但一般会有一个显示器专门显示EICAS信息。
EICAS的“机组警告系统”（CAS）部分替代了老式飞机中的信号控制板（Annunciator panel），后者在飞机故障时相应指示灯会自动亮起。在EICAS中，系统故障通常以文字列表的形式显示在EICAS显示屏的一侧。

## 实现原理
波音767所使用的EICAS 700系统包含两台EICAS计算机。计算机从发动机和飞机系统传感器接收约450个模拟和离散信号，还通过数字通道与相关的12个计算机系统交换17个数字数据信号。正常时由左EICAS计算机进行模/数变换、比较、生成显示页面并驱动两台显示器进行显示。一旦左EICAS计算机失效，便自动转换到备用右EICAS计算机驱动显示。
EICAS使用多任务的嵌入式实时操作系统完成。